# Anacleto Oló Mibuy
Anacleto Oló Mibuy – pisarz, poeta, antropolog i polityk z Gwinei Równikowej.
Nie ma pełnej jasności co do daty jego narodzin. Niektóre źródła mówią o 19 września 1948, inne o roku 1951. Urodził się w Kam w Mikomeseng w kontynentalnej części ówczesnej Gwinei Hiszpańskiej. Wstąpił do seminarium duchownego, następnie studiował odpowiednio filozofię klasyczną i teologię na katolickich uniwersytetach we Włoszech i Szwajcarii. Zrezygnował ostatecznie z kariery religijnej, studiował dodatkowo między innymi media i komunikację społeczną, literaturę włoską oraz administrację ze specjalizacją w zakresie edukacji.
Związany zawodowo z rozmaitymi placówkami szkolnictwa wyższego, tak w ojczyźnie jak i w Hiszpanii. Jego zainteresowania badawcze obejmują filozofię i kulturę ludów Bantu, antropologię oraz afrykańską literaturę ustną.
Zaangażowany w kształtowanie polityki kulturalnej Gwinei Równikowej, był wiceministrem kultury oraz doradcą prezydenckim do spraw kultury i kwestii społecznych. Od 2013 przewodniczy radzie badań naukowych i technologii (Consejo de Investigaciones Científicas y Tecnológicas, CICTE). Od 2018 zasiada również w krajowej akademii języka hiszpańskiego (Academia Ecuatoguineana de la Lengua Española, AEGLE). Jest członkiem rządzącej Partii Demokratycznej (Partido Democrático de Guinea Ecuatorial, PDGE) i sekretarzem generalnym jednej z afiliowanych przy niej organizacji, Movimiento Amigos de Obiang (MAO).
Znany z działalności na rzecz promowania spuścizny cywilizacyjnej ludów Bantu, sygnalizował dumę z niej w swojej poezji. Podkreśla również znaczenie pierwiastka iberoamerykańskiego w wytworzeniu się odrębnej, gwinejskiej tożsamości narodowej. Wypowiadał się przychylnie na temat hiszpańskich rządów kolonialnych.
Ceniony za swój dorobek pisarski, w tym za zbiory poetyckie Gritos de libertad y de esperanza (1987), Crespones Sueltos i Trozos de una vida. Twórczość liryczna Mibuya bywa zestawiana z dorobkiem takich poetów jak César Vallejo czy Vicente Huidobro. Jego prace zostały uwzględnione w Antología de la literatura guineana (1984), uznawanej przez wielu za pracę założycielską narodowej literatury gwinejskiej. Znaczna część jego spuścizny artystycznej wciąż pozostaje w rękopisie.
Doktor honoris causa Los Angeles Development Church & Institute (2015).